# Культура Близького і Середнього сходу у Середньовіччі
Культу́ра Близько́го і Сере́днього Схо́ду у Середньові́ччі

## Захід і Схід у світовій культурній традиції
Інтерес до Сходу в європейців завжди був великим. Древні греки захоплювалися єгипетською цивілізацією. Древні римляни говорили: «Ex Oriente lux» — «Зі Сходу — світло». Зацікавлене ставлення до Сходу збереглося в Європі і в ранньому Середньовіччі, а згодом посилилося в період хрестових походів. У Новий час колоніальні завоювання португальців, голландців, англійців і французів у Азії, розгром турків у 1683 р. під Віднем зумовили політичне й економічне домінування Заходу і в той же час пробудили суспільну думку Європи. Діячі епохи Просвітництва поклали початок серйозному вивченню «Східної проблеми». Сформувалася ціла наука — орієнталістика, або сходознавство. Орієнталістика або сходознавство виникло у XVI—XVII столітті, а сформувалося у XVIII—XIX столітті.
У XVII — XIX столітті в європейських країнах навіть склалася своєрідна мода «на все східне». Свідчення тому — поява переказів на європейські мови «Корану» і «Тисячі і однієї ночі», «Перські листи» Монтеск'є та історичні драми Вольтера. Похід Наполеона на Єгипет сприяв появі в європейській літературі цілого напряму, названого екзотизмом. У його рамках виник ліричний цикл великого Й. В. Ґете «Західно-східний диван». «Східні вірші» В. Гюґо утвердили у Франції романтичну поезію. Без східних поем — «Гяур», «Лара», «Корсар» — був би неповним творчий доробок Дж. Г. Байрона. В. А. Жуковський своїм зверненням до перського та індійського епосу (повість у віршах «Рустем і Зохраб», поема «Наля і Даяманті») укріпив романтичну поезію в Росії. В Україні до теми Сходу зверталося ряд видатних поетів та письменників: Іван Франко (численні переклади староарабських поезій, казок), Агатангел Кримський (поетична збірка в трьох частинах «Пальмове гілля», цикл «Бейрутські оповідання») збагатили українську літературу східними мотивами.
І все-таки в XIX ст. переважаючою в Європі була думка, сформульована знаменитим автором «Книги джунглів» англійським поетом Редьярдом Кіплінгом: «Захід є Захід, Схід є Схід, і разом їм не зійтися». Життя спростувало цей постулат. У наш час народи Сходу домоглися політичної незалежності від західних «цивілізаторів», а ряд держав — і великих економічних успіхів. Їх тисячолітня культурна спадщина вливається в океан загальнолюдської культури великою повноводною рікою. У цьому потоці — могутні струмені того джерела, яке пробилося на поверхню з глибин Арабського халіфату, що охоплював в VII — X століття територію від Піренеїв на Заході до Середньої Азії і Північної Індії на Сході.
Середньовічна культура Близького і Середнього Сходу зародилася і виросла на тому ж інтелектуальному ґрунті, що й культура європейських народів. Ґрунт цей був рясно удобрений попередніми цивілізаціями Стародавнього Єгипту, Месопотамії, Східного Середземномор'я і греко-римською античністю. Національне сім'я молодих народів, занесене на цей ґрунт вітрами історії і бурями соціальних потрясінь, дало рясні сходи і дивні плоди. Багато з них досі живлять наш інтелект і надають невимовну естетичну насолоду своїм специфічним смаком і ароматом. Але якщо в Європі квіти її цивілізації запилювалися ідеалами християнства, то на Сході таку роль відігравав іслам — наймолодша з світових релігій.

## Пророк Мухаммад і його вчення

### Історія виникнення
Іслам виник і склався у спекотних напівпустелях і зелених оазах Аравійського півострова, заселеного кочовими й осідлими арабськими племенами. Це трапилося в двадцяті роки VII століття — зовсім недавно, за історичними мірками. Пророка Мухаммада відділяють від Ісуса Христа цілих шістсот років, а від Будди і зовсім дванадцять століть.
Мухаммад, що арабською означає «той, кого хвалять» (в європейській транскрипції — Мохаммед, Мухамед, Магомед), народився в 570 р. в місті Мекка. Біля 610 р. він отримав від Аллаха (арабською — Бог Одкровення), яке і став проповідувати серед мекканців і кочовиків рідного племені. Мекка в той час була великим перевалочним пунктом на старовинному караванному торговому шляху з Індії і Візантії в Африку та Європу. Вона ж була і значним релігійним центром, в ній жили язичники, буддисти, юдеї і християни. Правда, більшість аравитян до проповіді Мухаммада воліла поклонятися виключно «своїм» ідолам — родоплемінним богам, серед яких були небесні світила, джерела, дерева, скелі і навіть камені. Зокрема шанувався метеорит, що й донині зберігається як святиня в головному святилищі ісламу — в храмі Кааба.
Спочатку в проповіді Мухаммада не було нічого принципово нового в порівнянні з віровченнями юдеїв і християн. Основне положення — відкинути старих богів та ідолів і визнати тільки одного — єдиного бога Аллаха та бути безумовно покірним його волі (іслам у перекладі з арабської — покірність, присвячення себе Богу). На практиці це означало повне підкорення всіх правовірних (арабською «муслім», звідси і друга назва ісламу — мусульманство) новому пророку. Це положення закріплювалося формулою: «Немає Бога, крім Аллаха, і Мухаммад — пророк його».
Проповідь Мухаммада відкидала старі родоплемінні вірування і в цьому значенні була революційною. Природно, це не могло сподобатися старій мекканскій знаті, яка побоювалася, крім іншого, втратити паломників до Кааби і пов'язані з цим прибутки. Мухаммаду і його прихильникам довелося втікати в сусіднє місто Ясріб, пізніше перейменоване на Медіну («місто пророка»). Це переселення (хіджра) здійснилося у 622 р., і ця дата стала початком мусульманського літочислення. Тут пророку поталанило більше: на його бік незабаром перейшли кочові племена, і на 630 р. його владу визнала практично вся Аравія. З мекканською знаттю був досягнутий компроміс: та визнала нове віровчення, а Мухаммад оголосив Каабу головним святилищем ісламу, паломництво до якого (хадж) обов'язкове для кожного мусульманина хоч би раз у житті.

### Догматика та обрядовість
З моменту свого виникнення іслам був тісно пов'язаний з арабською державою, яка зароджувалася. У перших своїх проповідях Мухаммад, як і інші пророки, сповіщав близькість Страшного суду й обіцяв праведникам рай з тінистими садами і прохолодними джерелами (вікова мрія мешканця пустелі), а грішникам-ідолопоклонникам — геєну вогненну, жахливішу від розжарених пісків. Однак у подальшому Мухаммад все частіше звертався до більш насущних, земних турбот. Аллах продовжував посилати пророку все нові знамення, а той з його слів роз'яснював правовірним, як їм потрібно шанувати самого пророка, як їм поводитися з іновірцями, ділити військову здобич і успадковане майно, одружуватися і розлучатися….
Іслам закріплював і освячував приватну власність, розділення мусульманської общини (умми) і всього суспільства на багатих і бідних. «Ми, — йдться в Корані, — роздаємо життєві блага в цьому дольному житті, звеличуємо одних над іншими так, що одні… тримають інших підвладними собі невільниками». Освячуючи безумовну покору нижчих вищим і бідних багатим, іслам заохочував заняття торгівлею, але засуджував лихварство, утверджував неподільну владу чоловіка над жінкою, забороняв азартну гру, свинину й алкоголь. Як і інші релігії, він проголошував певні етичні заповіді: не убий, не кради, не обдури, будь чесним тощо Щоправда, стосувалися ці заповіді тільки «своїх», правовірних, на ідолопоклонників та іновірців вони не поширювалися: на них чекав «джихад» — священна війна за віру.
Мусульмани вірили, що крім всемогутнього Аллаха існують ще ангели і джини, які, як і люди, повністю перебувають під владою Аллаха і виконують, в кінцевому підсумку, його волю. Існує божественне зумовлення — доля, фатум, бо Аллах заздалегідь визначив кожній людині її долю. Він призначив одних людей до праведного життя на Землі і майбутнього райського блаженства, тоді як інших — до беззаконня в тлінному світі і потойбічних мук. Проте в Корані, як і в Біблії, бог багато разів іменується милостивим, всепрощаючим. Найважливіша ж якість Аллаха є його нескінченна могутність і велич.
Обрядовість ісламу зводиться в основному до: обов'язкової п'ятикратної молитви у встановлені години; обов'язкового обмивання перед молитвою і після якого-небудь забруднення; податку (закят) на користь бідних, а фактично на користь держави; щорічного посту (ураза) протягом всього місяця рамазану; вже згадуваного паломництва в Мекку. Правила ці аж ніяк не важкі, але навіть з них допускаються винятки. Наприклад, хворий може не поститись в рамазан, а відпоститись таку ж кількість днів після видужування тощо.
Ранній іслам не визнавав посередництва між Богом і людиною і тому не створив організації типу християнської церкви. Община-умма, що формувалася спочатку навколо Мухаммада, складалася переважно з родичів, але доступ у неї був відкритий для всіх, хто приймав іслам і визнавав Мухаммада духовним і світським вождем. Тим самим в арабському суспільстві руйнувалися родові і племінні зв'язки, на зміну яким приходив розподіл його на правовірних і невірних, а всередині самої умми розподіл ішов вже за класовою ознакою — на багатих і бідних, повелителів і підданих… Главою мусульман вважався імам — буквально «людина, що стоїть попереду», який керував колективною молитвою. Оскільки Мухаммад і його перші спадкоємці-халіфи (заступники) самі керували молитвою й одночасно очолювали общину і державу, то імам став сприйматися всіма мусульманами як носій і духовної, і світської влади. Іслам згодом розпався на ряд течій, головними з яких стали сунніти, шиїти і хариджити. Спочатку вони відрізнялися один від одного швидше політичними мотивами, а пізніше стали відрізнятися і догматичними канонами.
Таким чином, у свідомості мусульман з самого початку злилися воєдино віросповідальні і морально-правові настанови, релігія і політика, духовна і світська влада.

### Причини швидкого поширення ісламу
Один з основоположних приписів раннього ісламу — обов'язок кожного мусульманина і общини загалом вести священну війну за віру — джихад (газават); порівняй хрестові походи середньовіччя. Протягом восьми місяців на рік (чотири, що залишилися, вважалися «заборонними») належало воювати з ідолопоклонниками і багатобожниками, підкоряти або винищувати невірних, захоплювати їх майно. У цьому догматі яскраво виявилися фанатизм і нетерпимість до іновірців, властивий ранньому ісламу. Прихильники інших релігій — невірні (гяури) повинні були підкоритися ісламу, в іншому випадку вони підлягали знищенню.
Звичайно, протягом століть цей догмат мусульманства зазнавав істотних змін. У наш час багато ісламських богословів і політиків трактують його як суто мирний заклик до поширення ісламу словом, як заклик до морального вдосконалення особистості. Правда, догмат про джихад дожив до нас не тільки в такому трактуванні, але і в найпримітивнішому його розумінні: досить пригадати Боснію, Чеченію, Косово або афганських талібів.
У ранньому середньовіччі гасло джихаду найкраще відповідало інтересам арабської кочової знаті, освячувало захоплення нею чужих земель. Воно заохочувало на розбій і рядових «борців за віру», обіцяючи в нагороду здобич тим, хто залишався живим і ласки райських гурій загиблим.
Вже за перших наступників Мухаммада, — халіфів Абу-Бекрі, Омарі, Османі і Алі (632 — 661) — були захоплені Сирія, Іран, Єгипет. Завоювання продовжувалося при халіфах з роду Омеядів (661 — 750). Їм підкорилися нові великі землі: — Азербайджан, Закавказзя, Середня Азія, Афганістан, вся Північ Африки та Іспанія. Склалася величезна держава, яка європейцями пізніше була названа Арабським Халіфатом. У середині VIII ст. на хвилі народного невдоволення до влади прийшла династія Аббасидів (750 — 1258), столицею яких став Багдад. Халіфат Аббасидів проіснував до монгольського нашестя.
Оцінюючи загалом етику, обрядовість і догматику раннього ісламу як історико-культурний феномен, ми без великих зусиль виявляємо, що у цієї релігії багато загального з юдейсько-християнським світоглядом. Однак ідеологія ісламу простіша, а тому зрозуміліша для широкої маси наставляємих «на шлях істинний».
Важливим був і соціальний чинник. Селянин і городянин, дрібний феодал або правитель великої імперської провінції, які прийняли іслам, на певний термін звільнялися від десятків податків і сотень поборів на користь свого колишнього повелителя. На перших порах завойовані і новонавернені сплачували тільки один особливий вигляд податку — закят.
Протягом багатьох сторіч в сутичках ісламу і християнства іслам майже завжди виходив переможцем. Ще в ранньому середньовіччі він витіснив християнство з Сирії, Малої Азії, Єгипту, Північної Африки та Іспанії. Багато пізніше були ісламізовані деякі народи Кавказу, а на Балканах — окремі групи болгар, македонців, боснійців і албанців, які були колись християнами. Масового ж навернення мусульман в християнство історія не знає.
Внаслідок перемог арабської шаблі і купецької проповіді синдбадів-мореплавців іслам прокотився по всій Передній Азії і Південному Середземномор'ю подібно степовій пожежі в липневу спеку. У VIII — IX столітті іслам став пануючою релігією у всіх землях Арабського халіфату — від Іспанії на заході до Середньої Азії на сході. У XI — XIII столітті він значно поширився у Північній Індії, в XIV — XVI ст. — в Індокитаї, проникнув у Золоту Орду, до народів Поволжя і Причорномор'я, а потім на Північний Кавказ і в Західний Сибір. Внаслідок цього на найширших просторах виник історичний феномен, сукупно названий мусульманською культурою. Цей термін звучить дуже загально. Напевно, можна говорити про загальну арабо-мусульманську культуру на ранній стадії її історичного розвитку. У період же з X до середини XIII століття поряд з арабською складаються інші національні культури в ісламській ідеологічній оболонці: арабо-берберська, перська, тюркська, північноіндійська та інші.

## Культура Арабського халіфату VII—X ст.
Культура Арабського халіфату VII — XIII століть являла собою складне поєднання власне арабо-мусульманської культури і культур завойованих арабами народів — арамейців (Сирія), греків, персів (Іран), коптів (Єгипет), берберів (Туніс) і навіть вестготів (Іспанія). Вирішальним внеском арабів у цей сплав стала релігія ісламу — філософія та ідеологія того часу, а також класична арабська мова, яка стала мовою релігії, держави, науки і мистецтва.
Арабська культура халіфату пройшла декілька етапів свого розвитку.

### Рання літературна традиція
У доісламський період головним досягненням арабської культури вважається блискуча усна поезія. Їй в історії поталанило, на відміну, скажімо, від древньоруської, до якої візантійські священики поставилися несхвально. Мусульманська культура сприйняла доісламську арабську переважно усну поезію як свою. Пізніше, у VIII — IX століттях, вона була записана зі слів професійних декламаторів-рапсодів (арабською «раві»), як у свій час древні греки через декілька сторіч після Гомера записали і відредагували «Іліаду» та «Одіссею».
Найвідомішими зі збірників староарабської поезії є три: «Муаллакат» («Нанизані») — вірші семи прославлених бедуїнських поетів VI — VII століть (Імруулькайса, Тарафи, Зухайра, Антари, Лабіди, аль Харіси ібн Хіллізи і Амр ібн Кульсума), «Хамаса» («Доблесть») — про військові подвиги, і величезна антологія «Кітаб аль-агані» — «Книга пісень». З сюжетів «Книги пісень» найбільш знаменита, напевно, розповідь про трагічну любов юного поета до дівчини на ім'я Лейла. Цей цикл віршів традиційно приписується Кайсу ібн-аль-Мулавваху, який отримав прізвисько Маджнун (дослівно — «збожеволілий від кохання»). Розлучений ворогами і злим фатумом зі своєю коханою, одержимий любовною пристрастю, юнак віддаляється від людей в пустелю, де спілкується тільки з дикими звірами і, зрештою, вмирає з ім'ям коханої на вустах. До наших днів легенда про трагічну любов Лейли і Маджнуна залишається улюбленим сюжетом всіх східних літератур, які перебувають у зоні арабо-мусульманського культурного впливу. Він так само популярний на Сході, як в Європі історії Трістана та Ізольди або Ромео і Джульєтти.
Староарабська поезія була однією з основ арабської літературної мови, яка склалася у VII — VIII столітті. Іншою основою став Коран (арабською «аль-куран» — «те, що читають») — священна книга мусульман і одночасно видатний пам'ятник арабської і світової культури.
Згідно з мусульманською традицією, Коран був повідомлений Мухаммаду самим Аллахом, а вже посланець-пророк переказував його божественні сури (назва розділів Корану) єдиновірцям усно. Деякі слухачі тут же записували висловлювання і прозріння пророка. Сам Мухаммад нічого не писав, очевидно, він був неписьменним. Через вісімнадцять років після смерті пророка записи його висловлювань зібрали воєдино. Цей звід і склав священну книгу мусульман.
Коран — твір переважно поетичний, що складається з віршів і римованої, ритмічної прози. «…Численні етичні істини викладені в Корані сильною і поетичною мовою», — відзначав О. С. Пушкін у нотатках до своїх «Подражаний Корану». Ось один з багатих поетичних переказів першої сури Корану «Отверзаючої двері до досточтимого читання», яку повинен знати (обов'язково арабською) кожний правовірний мусульманин:
| Хвала Аллаху, Господу світів, Бо Милостив і Милосерден Він, Дня Судного Він Цар один! Перед тобою ми стаємо на коліна Допоможи, благаємо, Єдиний: «Веди нас шляхом Ти прямим, Що Ти обрав для тих, Хто милістю Твоєю обдарован, Але не тих, на кого гнів Твій впав, І хто в невір'ї заблукав». |

### Культура періоду Аббасидів
Арабська культура колосальним чином вплинула на підкорені мусульманами країни і народи, але був і зворотний вплив. Особливо це виявилось на другому етапі розвитку середньовічної арабо-мусульманської культури, після падіння Омеядів і приходу до влади в халіфаті династії Аббасидів.
Знайомство завойовників з культурою народів Східного Середземномор'я і Персії (Ірану) змінили спосіб життя і навіть зовнішній вигляд арабської аристократії, її інтереси і художні смаки. Центр культурного життя перемістився з кочовищ у резиденції халіфів та емірів. Художні засоби і прийоми поезії збагатилися, в них відчувається більше фантазії, поетичні образи стають живішими і витонченішими.
Разом з тим, зміна соціальної позиції поета перетворює його з гордого сина пустелі, вільного воїна-співця, в придворного поета, який служить за плату. Проте і серед них були надзвичайно талановиті люди. Найбільш відомий в IX столітті Абу-л-Атахія, автор релігійно-аскетичних поем. Тоді ж уславився любовною лірикою Ібн-ал-Мутазз, який увійшов у політичну історію під прізвиськом «Одноденний халіф». Але навіть високе становище спадкоємця престолу аж ніяк не позбавляло його необхідності писати панегірики (панегірик — твір хвалебного змісту).
У перенесенні столиці халіфату за нової династії з Дамаску у Багдад позначилося зростання впливу місцевої, насамперед перської за походженням, аристократії, яка почала відтісняти арабську племінну знать. Вихідці з іранських сімей, які блискуче опанували арабську, висуваються в цей період на перший план і в поезії. З них особливої уваги заслуговує лірик Абу Нувас (756 — †813) — незалежний, глузливий і щирий. У численних усних переказах він виступає як вільнодумець, гострослів і хитрун. Дехто схильний бачити в ньому прообраз самого Ходжі Насреддіна. Вірші його про радощі і тлінність буття, про любовні втіхи і дружні застілля поклали початок багатовіковій поетичній традиції, яка була продовжена в персомовних віршах Омара Хаяма і Хафіза.
Своє завершення арабська середньовічна лірика знайшла у творчості сліпого Абу-ль-Ала аль-Мааррі (973 — †1057). Поет-філософ, він розмірковував про добро і зло, про таємницю життя і смерті. Людина універсальної за тим часом освіченості і найсуворіших моральних правил, який не пішов прислужуватися жодному із земних владик, він часом доходив до заперечення всесильності і мудрості самого Аллаха, за що й отримав прізвисько «зиндик» (єретик).
З безлічі філософських віршів, літературних і наукових творів аль-Мааррі виділяється його «Послання про прощення», яке послужило одним з прообразів і джерел безсмертної «Божественної комедії» Данте. «Послання про прощення» — не тільки дотепна пародія на мусульманські уявлення про потойбічне життя, але й тонке висміювання земної дійсності, придворних уподобань і звичаїв. Сліпий поет духовним поглядом прозрів і соціальну трагедію народу в той смутний час, і загальну кризу мусульманської середньовічної свідомості.
В аббасидський період досягла свого розквіту й арабська проза. У ній заслуговують уваги любовно-пригодницькі побутові новели, розповіді та анекдоти (так звані маками). Варто згадати ще один жанр прози того часу — народний роман. З тих, що дійшли до наших днів, найбільш відомий «Життєпис Антара». Його герой, бедуїнський поет-воїн, з нікчемного раба стає знаменитим полководцем, який очолює війська арабів проти армій Ірану і Візантії. Однак після всіх походів і пригод Антар незмінно повертається в рідне становище, до своєї коханої, возз'єднатися з якою йому заважають зла доля і численні вороги та суперники. Але Антар, подібно героям епосів інших народів, зрештою, долає всі перешкоди.
Між X і XV століттях на Близькому Сході склався збірник народних казок «Тисяча і одна ніч», який згодом став всесвітньо відомим. Поряд з арабами в нього зробили свій внесок всі народи, що волею історії опинилися в складі халіфату. Блискучий знавець фольклору О. М. Горький одного разу зауважив: «Серед пам'ятників усної народної творчості «Казки Шахразади» є пам'яткою найбільш монументальною. Ці казки з вражаючою досконалістю виражають прагнення трудового народу віддатися чарівності солодких вимислів, вільній грі словом, виражають буйну силу квітучої фантазії народів Сходу — арабів, персів, індусів…» Перший переклад цих казок на французьку мову на початку XVIII століття, який складався з 12 об'ємистих томів, буквально приголомшив Європу. Згадки про ці казки можна зустріти у Жуковського і Пушкіна, Толстого і Ґете, Діккенса і Гоффмана. Перші українські переклади «Тисячі і однієї ночі» вперше вийшли друком у 1905 р. і за участю І. Франка — в 1912—1913 рр. Нині казки «Тисячі і однієї ночі» входять у першу десятку найбільш поширених перекладних видань. Вони живуть і в наукових академічних виданнях, і в незліченних переказах для дітей, обробках для сцени і кіно, мультфільмах.

### Образотворче мистецтво та архітектура

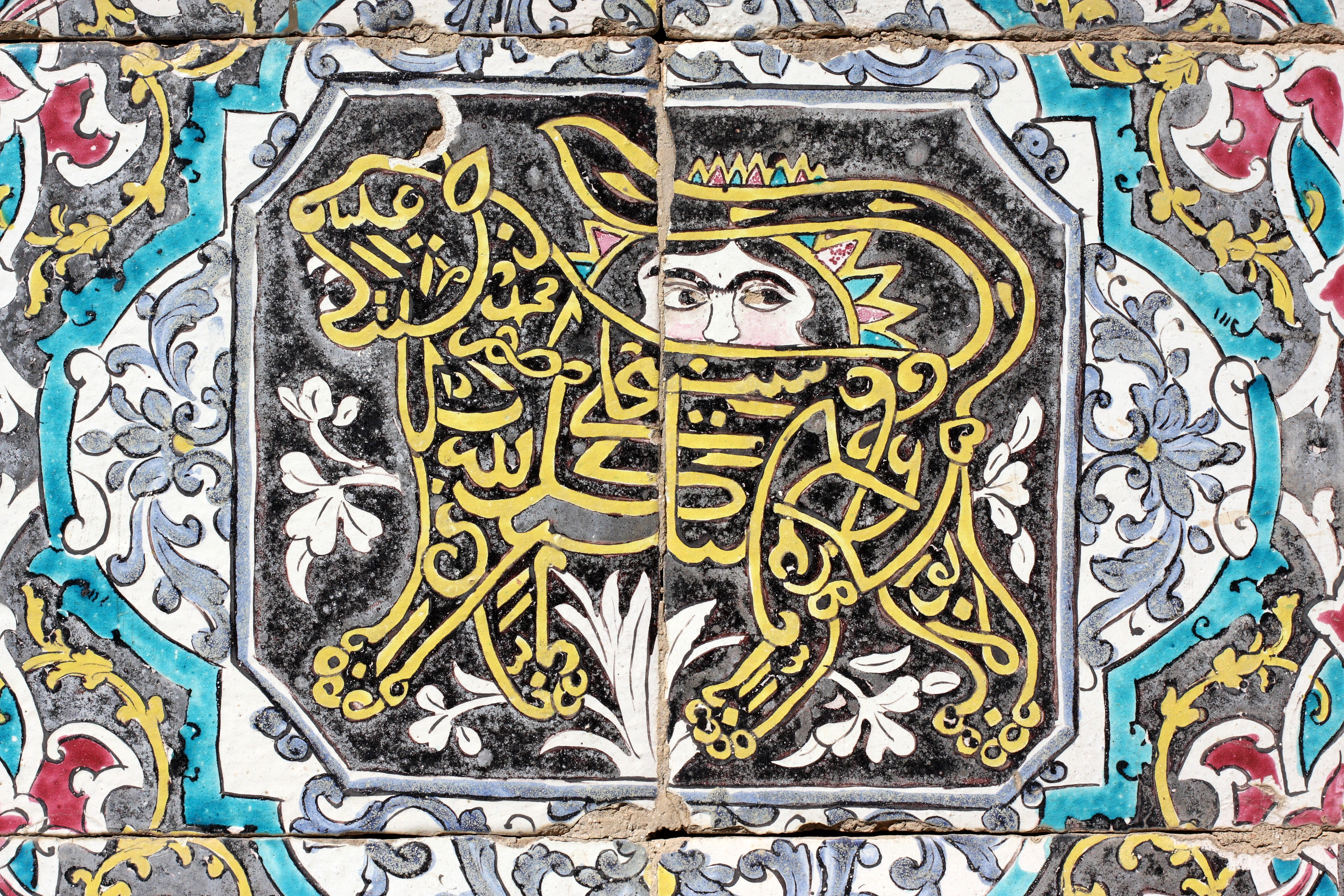

Як і література, образотворче мистецтво арабо-мусульманського світу несе в собі відбиток ісламу. На відміну від християнства, іслам не припускав навіть думки про можливість зовнішньої схожості Аллаха з людиною або будь-якою іншою земною істотою. Вважалося, що зображати людину або тварину — прямий шлях до ідолопоклонства. У Корані прямо говориться, що вирізати ідоли і вирізьблювати образ людини — справа диявола. У переказах про життя пророка Мухаммада стверджується, що лихо чекає на того, хто посміє зобразити живу істоту.
У зв'язку з цими уявленнями, на відміну від Європи, не зображення і не скульптура, а слово, зокрема художньо оформлене у вигляді напису або графічного символу, стало головним носієм релігійної ідеї ісламу. Живопис в халіфаті, як і в інших мусульманських країнах, не набрав розвитку, але зате орнаментальний розпис стін, порталів громадських будівель, рослинний орнамент килимів, виробів художнього ремесла досягли незвичайної досконалості. Ці орнаменти, як правило, поєднувалися зі стилізованими узорними написами — цитатами з Корану. Такі написи, які поєднувалися з геометричними, зірчастими і рослинними орнаментами, отримали в Європі назву арабесок. В ісламському світі дуже високо цінувалося мистецтво каліграфії, в якому араби досягли вражаючої майстерності і досконалості. У цьому з ними можуть порівнятися хіба що китайські та японські майстри. У пізньому середньовіччі з'явилася і книжкова мініатюра, але не стільки в арабському, скільки в перському та індійському мистецтві.
На відміну від живопису, будівельна справа та архітектура в халіфаті досягли дуже високого рівня. Араби створили нові, до того часу невідомі типи будівель: мечеті (храми), мінарети (вежі для заклику мусульман до молитви), медресе (богословські школи різного рівня) та інші споруди. Вони ж удосконалили вже відомі типи палаців і житлових будівель, караван-сараїв.
Спочатку араби в завойованих країнах обмежувалися лише перебудовою християнських і зороастрійських храмів у будинки молитви, а в рідних напівпустелях як і раніше обмежувалися позначкою на піску місця моління (масджід) і напряму (кібла) до Мекки і Кааби. Займаючи древні міста Палестини і Сирії, перші правителі халіфату пристосовували до своїх потреб міське господарство, керуючись при цьому принципом однієї з розповідей про діяння пророка: «Найбільш некорисна річ, що пожирає багатство віруючого, — будівництво». Від цього твердження віє древньою звичкою кочовика довго не затримуватися на одному місці. Тому в VII — VIII ст. будівлі зводилися арабами досить рідко.
Зі зростанням і зміцненням держави становище стало змінюватися. Вже в 687 — 691 рр. на місці зруйнованого римлянами храму біблійного царя Соломона була побудована знаменита мечеть Куббат ас-Сахра («Купол скелі»). За переказами, одного разу на вершину цієї голої скелі ангели принесли Мухаммада, і він ступив на неї своєю ногою. Побудована в формі восьмигранника, увінчана куполом (звідси і її назва), прикрашена мозаїками і мармуровими колонами, вона досі вражає уяву і правовірних, і «гяурів». Разом з сусідньою мечеттю аль-Акса мечеть Куббат ас-Сахра увійшла в третій культовий комплекс мусульман «Благородне святилище» (перший — храм Кааба в Мецці, другий — могила пророка Мухаммада в Медіні).
Ще одна прославлена споруда, «Велика мечеть», споруджена Омеядамі в 705 −715 рр. в столиці — Дамаску. Вона була перебудована з християнської базиліки Іоанна Хрестителя, в свою чергу спорудженої на місці римського храму Юпітера, основою якому послужив фундамент капища арамейського бога Хаддада. «Велика мечеть», щедро прикрашена інкрустаціями з мармуру, мозаїкою і позолотою капітелей її древніх колон, приголомшувала сучасників.
До IX століття належить будівництво грандіозної мечеті в Самаррі — улюбленому місці літнього відпочинку халіфів. На жаль, до нашого часу від неї зберігся тільки унікальний мінарет аль-Мальвія висотою 50 метрів у вигляді зрізаного конуса, із зовнішніми спіральними сходами, які ведуть на культовий майданчик. Мінарети, нарівні з куполами, — типова ознака мусульманської архітектури. Це високі і стрункі вежі, що стояли поруч з мечеттю, з яких спеціальні служителі — муедзини — виголошували заклик до молитви. У західній частині халіфату мінарети будували чотирикутної форми, в східній — звичайно круглоствольні. Мінарет аль-Мальвія, побудований на зразок біблійного вавилонського стовпа, був одним з небагатьох винятків.

### Наука
У період Халіфату величезних успіхів досягла арабська наука. Відхід від традиційного кочового способу життя і завоювання цивілізованих країн вели до засвоєння арабами передової наукової думки народів Передньої Азії і Єгипту. Сприяло цьому і те, що іслам, відрізняючись в цьому від християнства, ставився до знань як до однієї з ознак всемогутності Аллаха, як до необхідної умови розуміння і поширення істинної віри (мистецтво також вважалося одним з видів знання).
Арабська традиція набагато повніше середньовічної європейської зберегла досягнення античної науки. Центрами науки того часу були Басра, Куфа, Багдад, Александрія. Халіф ал-Мамун створив у Багдаді цілий «Будинок науки» — свого роду поєднання академії, бібліотеки, обсерваторії і колегій перекладачів. Сирійці-християни в ранній період халіфату зробили багато перекладів з грецької і сирійської (арамейської) мов на арабську. Тоді ж було виконано велику кількість перекладів на арабську мову різноманітних перських творів.
Через посередництво персів у халіфаті стали відомі досягнення індійської науки в галузі математики й астрономії, в тому числі й праці знаменитого Аріабхати (V століття). Базуючись на математичних досягненнях індійців, араби в 827 р. виміряли дугу меридіана і визначили розміри земної кулі. Їм же належить введення в математику тригонометричних функцій, розробка прийомів вирішення алгебраїчних рівнянь 1-го і 2-го ступенів.
Арабська наука того часу може особливо пишатися успіхами своєї теоретичної і практичної медицини. В її основу лягли праці Гіппократа і Галена. Особливого розвитку набула офтальмологія і пов'язані з нею досягнення оптики; араби робили навіть операції по видаленню катаракти. Відомим їм був і кесарів розтин.
Особливу популярність в галузі медицини отримали тоді Абу Бекр ар-Разі (†925) і знаменитий Ібн Сіна (980 — †1037), якого європейці називають Авіценною. Ібн Сіна виклав свої філософські (теоретичні) знання в галузі лікувальної справи в «Книзі зцілення» і прославився у всьому світі своїм «Каноном лікарської науки». За цією книгою вивчали медицину мало не всі європейські лікарі починаючи з XI і до кінця XVII століття.
Багато арабських вчених були енциклопедистами, які з успіхом займалися різними науками. Ібн Сіна був не тільки світилом медицини, але й філософом, поетом, хіміком. Знаменитий ал-Біруні (973 — †1050) був істориком, математиком, астрономом, географом і фізиком. Математиком, астрономом і географом був ал-Хорезмі (787 — †850).
З художньою образністю світ арабської вченості змальовується в одному з епізодів «Тисячі і однієї ночі». «О Таваддуд, які науки ти добре знаєш?» — спитав халіф. І дівчина відповідала: «О повелитель, я знаю граматику, поезію, законознавство, тлумачення Корану і лексику, і знайома з музикою і наукою про спадщину, і лічбою, і діленням, і землемірством, і оповідями перших людей… Я вивчала науки точні, і геометрію, і філософію, і лікування, і логіку, і риторику, і висловлення, і запам'ятала багато що з богослов'я. Я була прихильна до поезії і грала на лютні, дізналася, де на ній місця звуків, і знаю, як ударяти у струни, щоб були вони в русі або в спокої… Кажучи стисло, я дійшла до того, що знають лише люди, які утвердилися в науці».

## Культура Ірану X—XV ст.

Середньовічна арабська культура справила безпосередній вплив на сусідні народи, особливо ті, які входили до складу халіфату. Щодо цього заслуговує особливої уваги культура Персії (Ірану) X — XV ст.

### Прикладне мистецтво
У ці сторіччя Іран пережив безліч руйнівних набігів і навал. Але це не могло перешкодити значному економічному зростанню — розвитку сільського господарства, зростанню міст і торгівлі. Завдяки створенню великих зрошувальних систем стали збирати по декілька врожаїв на рік. У Хорасані, головній провінції країни, вирощували до 100 сортів винограду, розширили посіви цукрової тростини, оливи, олійних, пряних та ін. рослин, з'явилися цитрусові. Процвітало ремесло, а з ним і торгівля — внутрішня і заморська. Вивозилися парча і золоте шиття, лляні, шовкові і бавовняні тканини, шерстяні і шовкові килими, полив'яний фаянсовий посуд, зброя і шкіряні вироби. Парфумерія — квіткові олії, парфуми й есенції з махрової троянди, фіалки, нарциса, апельсинових і фінікових квітів — вивозилася морем навіть у Китай. Найбільшими містами Ірану того часу були Шираз, Ісфахан, Рей і Нішапур. В останньому мешкало понад 200 тисяч чоловік. Балх, Газні і Кабул були головними центрами караванної торгівлі з Індією. Найважливішими портами Перської затоки були Сіраф і Ормуз, звідки іранські товари йшли в Басру, порти Аравії, Індії і Китаю. Через Каспійське море перси торгували з Хорезмом, країнами Закавказзя, з хозарами і Руссю.
Іран завжди славився своїм керамічним мистецтвом, головними центрами якого були в час, що розглядається, Рей і Кашан. Тут виробляли фаянсові вироби з різьбленими орнаментами і декоративними написами. Поряд з ними масово вироблялися глеки, чаші, блюда, вази тощо з поливною глазур'ю. Вони часто розписувалися або по сирій глині (підглазурний розпис), або вже по полив'яній поверхні (надглазурний розпис). Вищим досягненням іранської кераміки став відомий з XII ст. надглазурний розпис люстром по білуватій або зеленуватій олов'яній глазурі.
Люстр — винахід середньовічної іранської алхімії — барвистий золотистий склад з металевим відблиском різних кольорів, що одержується внаслідок складного і тривалого випалення в двох печах. До складу люстра входили мідь, срібло, золото, миш'яковистий пісок та інші компоненти. Пізніше люстр, незважаючи на його дорожнечу, став застосовуватися навіть при виробництві архітектурної кераміки. Ці керамічні плитки різних форм використовували для облицювання фасадів культових і цивільних будівель. Для такого облицювання виготовлялися також кахлі з рельєфними висловами з Корану.
З прикладних мистецтв високої майстерності досяг в Ірані розпис тканин і оздоблення їх узорними вишивками з золотих і срібних ниток. Виготовлялися також орнаментовані металеві посудини, багато прикрашена зброя. Відрізнялися високими якостями й інші твори художнього ремесла — бронзові вироби з інкрустаціями з золота і срібла, шовкові і шерстяні килими різних типів, які дивували винятковою красою.